# Emilia-Romaña
Emilia-Romaña (en italiano: Emilia-Romagna; en emiliano: Emélia-Rumâgna; en romañol: Emîlia-Rumâgna) es una de las veinte regiones que conforman la República Italiana. Su capital y ciudad más poblada es Bolonia.
Está ubicada en la Italia nororiental, limitando al norte con Lombardía y Véneto, al este con el mar Adriático, al sur con Marcas, San Marino y Toscana, al suroeste con Liguria y al oeste con Piamonte. Con 4 450 451 habitantes en 2013 es la sexta región más poblada —por detrás de Lombardía, Lacio, Campania, Sicilia y Véneto— y con 22 496 km², la sexta más extensa, por detrás de Sicilia, Piamonte, Cerdeña, Lombardía y Toscana.
Constituida oficialmente el 7 de junio de 1970, es una región densamente poblada, especialmente en la llanura central. Está compuesta por la unión de dos regiones históricas: Emilia, que comprende las provincias de Plasencia, Parma, Reggio Emilia, Módena, Ferrara y buena parte de la de Ciudad metropolitana de Bolonia con la capital, y la Romaña, con las restantes provincias de Rávena, Rímini, Forlì-Cesena y la parte oriental de la Ciudad metropolitana de Bolonia (Imola y zonas limítrofes). La Romaña histórica comprende, por otro lado, pequeños territorios en las Marcas y Toscana.
Las áreas que constituyen la región actual están pobladas desde tiempos remotos, como indican varios hallazgos: el caso más famoso es el del sitio de monte Poggiolo, en los alrededores de Forlì, donde se han reunido millares de objetos que datan de alrededor de hace 800 000 años, lo que demuestra que la zona ya estaba habitada en el Paleolítico.

## Toponimia
El nombre de Emilia–Romagna tiene raíces en el legado romano en estas tierras. Emilia se refiere a la via Æmilia, una importante calzada romana que conectaba Roma a la parte septentrional de Italia. Romagna representa un desarrollo de Romània; cuando Rávena era la capital de la porción itálica del Imperio bizantino, los longobardos extendieron el nombre oficial del Imperio hasta las tierras alrededor de Rávena.

## Geografía física

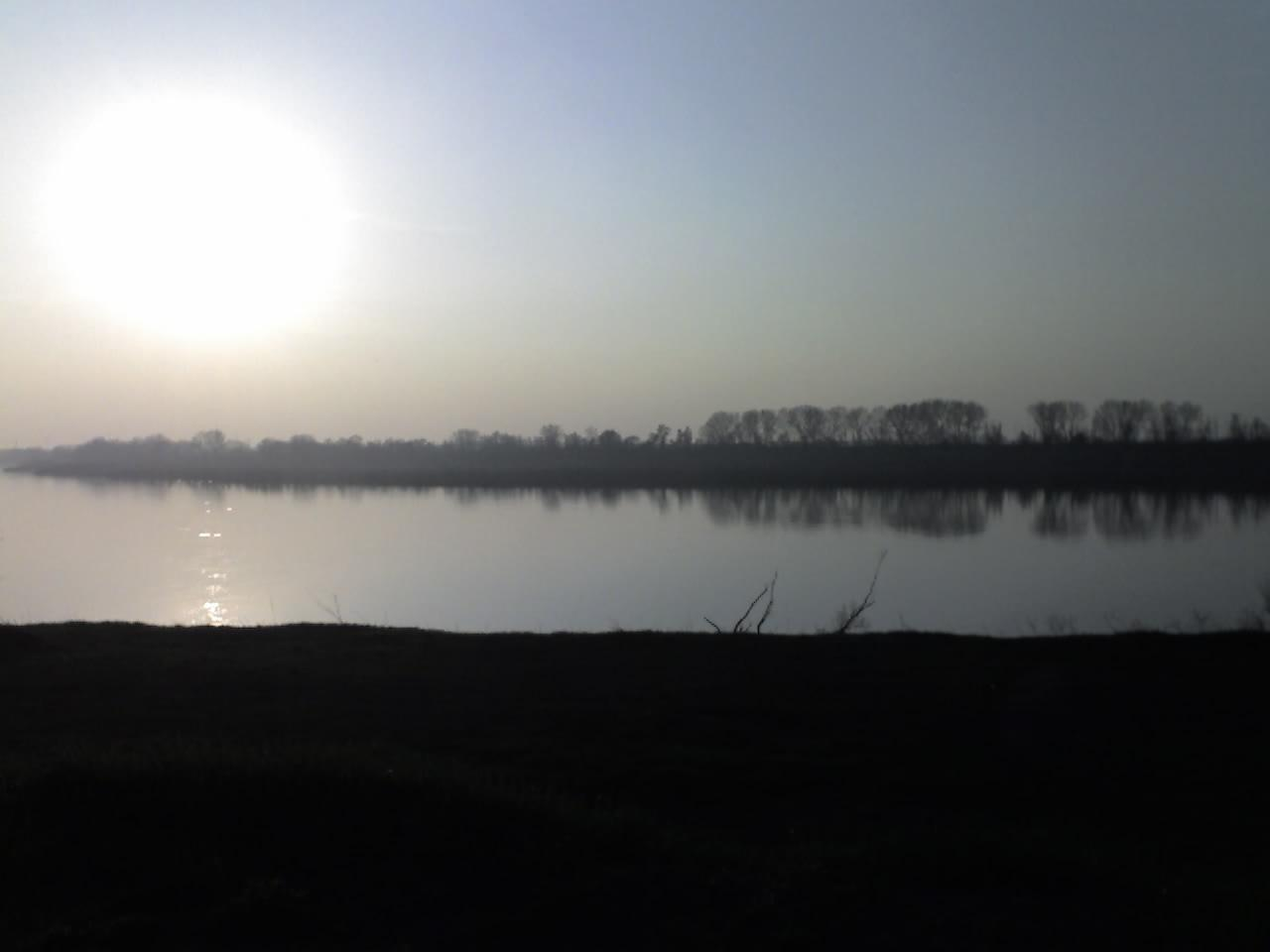
Paisaje del valle del Po.

La región de Emilia-Romaña está formada por nueve provincias y se extiende por una superficie de 22 124 km². Casi la mitad de la región (50 %) son llanuras, mientras que el 25 % es terreno de colinas y un 25 % montañoso. La región tiene, aproximadamente, forma de triángulo: el lado sur lo constituyen los Apeninos, el lado norte el río Po, y la ribera adriática el lado oriental. También el valle de Trebbia es un límite natural de Emilia-Romaña.
La geología varía, con lagunas y áreas de salinas en el norte y muchas fuentes termales por todo el resto de la región como resultado de surgimientos de aguas subterráneas que salen a la superficie en diferentes períodos de la historia.
Partiendo desde el norte, el paisaje cambia sucesivamente a medida que se baja. Primero se encuentra la fertílisima llanura del Po, con sus afluentes. Esta zona fue históricamente muy pantanosa, pero se ha ido drenando y actualmente es un suelo muy fértil. Abarca alrededor de la mitad de la región. La llanura se formó por la retirada gradual del mar de la cuenca del Po y por los desechos depositados por los ríos. Casi enteramente marisma en los tiempos antiguos, su historia está caracterizada por el duro trabajo de su pueblo para reclamar y dar nueva forma a la tierra para lograr un mejor nivel de vida. Después hay una zona intermedia de colinas subapeninas. Y al sur se halla una zona montañosa con los Apeninos ligures y los tosco-emilianos. La sección de Emilia-Romaña de los montes Apeninos está marcada por zonas de flysch, erosión de tierras baldías (calanques) y cuevas. Las montañas se extienden más de 300 km desde el norte hasta el sureste, con solo tres picos por encima de los 2000 m - Monte Cimone (2165 m), Monte Cusna (2121 m) y el Alpe de Succiso (2017 m).
Recorren la Emilia-Romaña el Reno y numerosos afluentes del río Po: Trebbia, Ceno, Taro, Enza, Secchia y el Panaro. Todos los ríos surgen localmente en los Apeninos, excepto el Po, que tiene su fuente en los Alpes, en el Piamonte concretamente, y sigue la frontera norte de Emilia-Romaña durante 263 km.
La costa, generalmente baja y arenosa al norte hacia el delta del Po, está caracterizada por aspectos semilagunares (los Valles de Comacchio).
La vegetación de la región puede dividirse en cinturones: el cinturón de roble común está ahora cubierto por huertos de frutales y campos de trigo y remolacha azucarera; el cinturón pubescente y el cinturón del roble adriático en las laderas inferiores hasta 900 m, el cinturón de hayas entre 1000 y 1500 m, y finalmente el cinturón de brezo montañoso.

## Historia

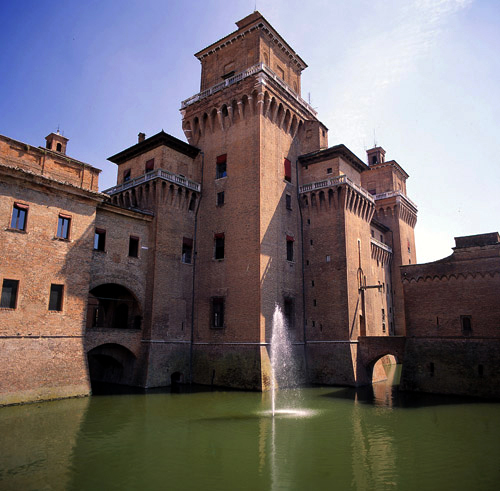
Castillo de los Este en Ferrara.

Emilia-Romaña estuvo muy poblada desde el Paleolítico y el Neolítico, como demuestran los hallazgos líticos y los restos de cabañas y de poblados lacustres dispersos por toda la región. A partir del siglo X a. C. se encuentran vestigios de la civilización villanoviana, que en el siglo VI a. C. fue sustituida por la etrusca. Luego pasó a manos de los galos cisalpinos. En el siglo III a. C. tuvo lugar la conquista romana con la colonización de todo el territorio y la construcción de la vía Emilia, tras lo cual la región se convirtió en la Regio VIII Aemilia dentro de la Italia romana.
En el siglo V, Rávena fue elegida capital del Imperio de Occidente. Posteriormente, se convirtió en capital del reino romano-bárbaro de Odoacro y Teodorico el Grande, y luego del Exarcado de Italia bajo los bizantinos, en contraposición con los longobardos que, mientras tanto, habían conquistado la parte occidental de la región. La zona costera de Emilia, que estuvo gobernada por los bizantinos de 540 a 751, pasó a ser conocida como una región separada de la Romaña.
Más tarde, los centros principales estuvieron gobernados por los obispos (siglos IX-XI), a continuación se formaron las primeras comunas (siglo XII) que, reunidas, consiguieron vencer los planes hegemónicos del emperador Federico II.
En los siglos XIV y XV prevalecieron las señorías de los Este en Ferrara, Da Polenta en Rávena, Manfredi en Faenza, Bentivoglio en Bolonia y Malatesta en Rímini. Durante la Edad Media, las actividades comerciales, la cultura y la religión florecieron gracias a los monasterios de la región y la Universidad de Bolonia, que es la universidad más antigua de Europa; sus activas ciudades y su política están personificadas en la figura histórica de la emperatriz Matilde de Canossa.
A principios del siglo XVI, César Borgia con sus conquistas preparó el terreno al dominio papal sobre la región, que se verificó en los siglos sucesivos. En el Renacimiento, se convirtió en la sede de refinadas señorías como la de Este de Ferrara y los Malatesta de Rímini. En los siglos siguientes, la región se vio dividida entre el gobierno de los Estados Pontificios, la Farnesio, el Ducado de Parma y Plasencia, y el Ducado de Módena y Reggio. En el siglo XVI, la mayor parte fue incluida en los Estados Papales, pero los territorios de Parma, Plasencia y Módena permanecieron independientes.
A finales del siglo XVIII, Napoleón englobó la región en el Reino de Italia. En el siglo XIX tuvo lugar la ocupación austriaca, el Resurgimiento y la anexión al Reino de Italia en 1860.

## Geografía humana

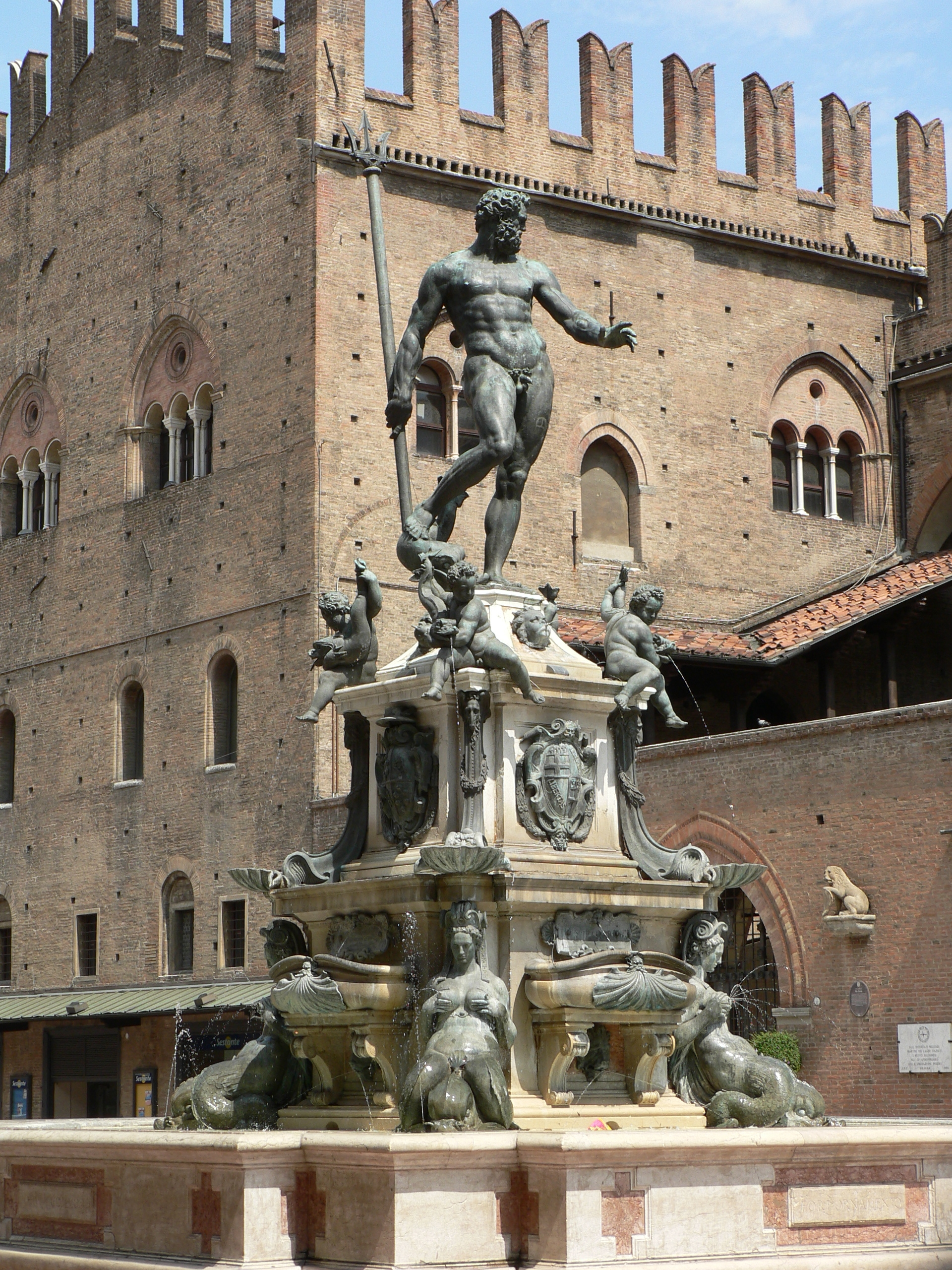
La Fuente de Neptuno, por Juan de Bolonia, en la Piazza Maggiore de Bolonia.

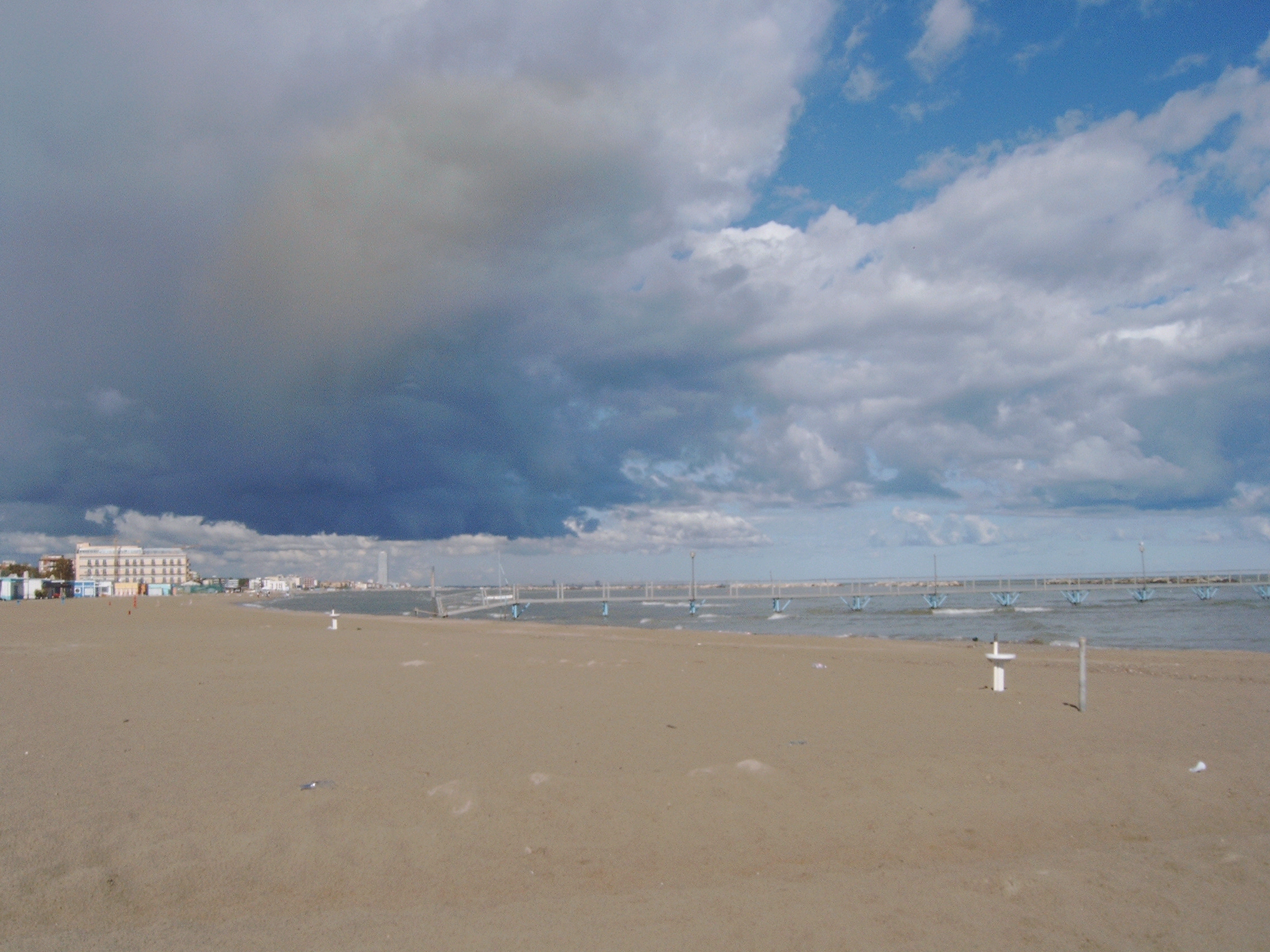
La playa de Cesenatico, en el mar Adriático.

### Demografía
Emilia-Romaña tiene una población de 4 405 486 habitantes (2010), con una densidad de 196,27 hab./km², está justo por encima de la media nacional. La población en esta región ha estado tradicionalmente bien distribuida, de manera que no hay una metrópolis dominante sino un eje de ciudades de tamaño mediano a lo largo de la vía Emilia, donde se concentra la producción de la mayoría de la producción industrial regional. También la costa de Romaña está densamente poblada gracias al enorme boom del turismo de costa en las últimas décadas. En las zonas periféricas de los montes Apeninos y las llanuras agrícolas alrededor de Ferrara y Plasencia la población es menos densa.
Emilia-Romaña tiene trece ciudades por encima de 50 000 habitantes (basadas en cálculos de 2010): Bolonia, (la capital, 379 349 hab.), Parma (185 298), Módena (183 624), Reggio nell'Emilia (168 567), Rávena (157 953), Rímini (142 485), Ferrara (135 003), Forli (117 856), Plasencia (102 946), Cesena (96 604), Imola (68 857), Carpi (68 511) y Faenza (57 852). La mayoría de las ciudades fueron fundadas por los romanos.

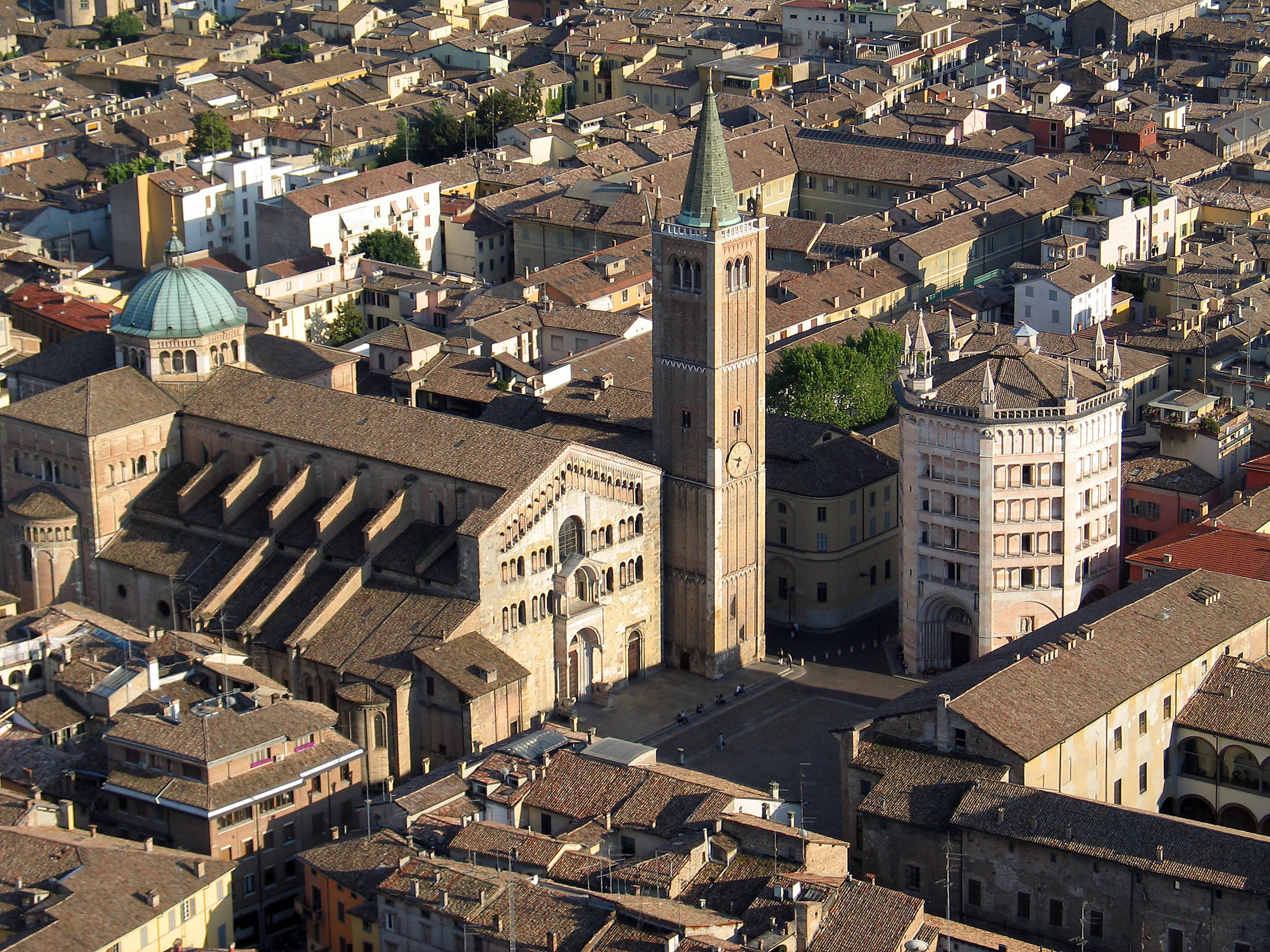
Vista aérea de la Catedral y del Baptisterio, en Parma.

Entre 1876 y 1976 alrededor de 1,2 millones de personas emigraron desde Emilia-Romaña a otros países. En el año 2008 había 119 369 personas de esta región viviendo fuera de Italia, particularmente en Argentina, Suiza, Francia, el Reino Unido y Brasil. En el año 2008, el Instituto Nacional de Estadística de Italia (ISTAT) se calcula que había 365 687 inmigrantes nacidos en el extranjero viviendo en Emilia-Romaña, lo que significa el 8,5 % de la población regional total.

### Divisiones administrativas
Emilia-Romagna está compuesta por dos regiones históricas:
- Emilia, formada por las provincias de Ferrara, Piacenza, Parma, Reggio Emilia, Módena y parte de la Ciudad metropolitana de Bolonia, incluyendo su capital Bolonia, un centro de importancia histórica y cultural de relevancia nacional;
- Romagna, formada por las provincias de Rávena, Rímini, Forlì-Cesena y la parte oriental de la Ciudad metropolitana de Bolonia. La Romagna histórica comprende además territorios situados administrativamente en las regiones de Las Marcas y la Toscana.

Nueve son, pues, las provincias de Emilia–Romagna:
| Área                            | Superficie (km²) | Habitantes | Densidad (hab./km²) |
| ------------------------------- | ---------------- | ---------- | ------------------- |
| Ciudad metropolitana de Bolonia | 3702             | 1 015 108  | 274,2               |
| Provincia de Ferrara            | 2632             | 345 691    | 131,3               |
| Provincia de Forlì-Cesena       | 2377             | 394 627    | 166                 |
| Provincia de Módena             | 2689             | 705 422    | 262,3               |
| Provincia de Parma              | 3449             | 452 022    | 131                 |
| Provincia de Plasencia          | 2589             | 287 152    | 110,9               |
| Provincia de Rávena             | 1858             | 389 235    | 209,5               |
| Provincia de Reggio Emilia      | 2293             | 531 891    | 232                 |
| Provincia de Rímini             | 534              | 339 437    | 635,5               |

### Política
El gobierno regional (Giunta Regionale) está presidido por el presidente de la Región (Presidente della Regione), quien es elegido por un plazo de cinco años, y está formado por el presidente, los ministros (Assessori), que actualmente son doce, incluyendo un vicepresidente y un subsecretario para la oficina del presidente.
Emilia-Romaña, excepto la provincia de Plasencia, fue históricamente una plaza fuerte del Partido Comunista Italiano, y hoy es un baluarte de las coaliciones de centro-izquierda, formando con Toscana, Umbría y las Marcas el famoso "Cuadrilátero Rojo" político italiano. Esto es probablemente debido a la fuerza de la resistencia antifascista en la SGM, así como por la fuerte tradición de anticlericalismo que se remonta al siglo XIX, cuando parte de Emilia-Romaña pertenecía a los Estados Pontificios (principalmente Romaña y Bolonia; en Emilia hay dos Estados independientes).

## Economía

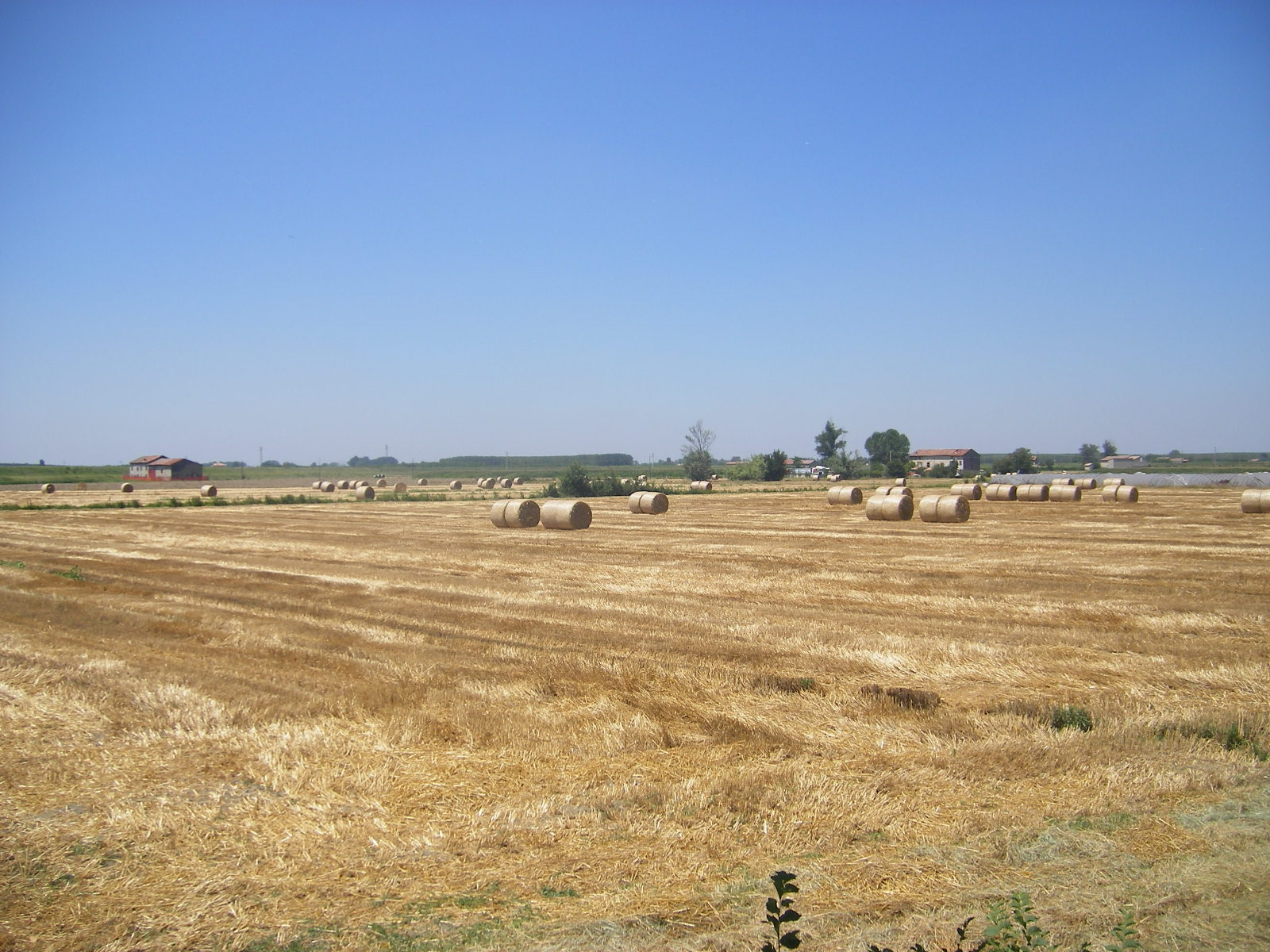
Cosechas en Brescello.

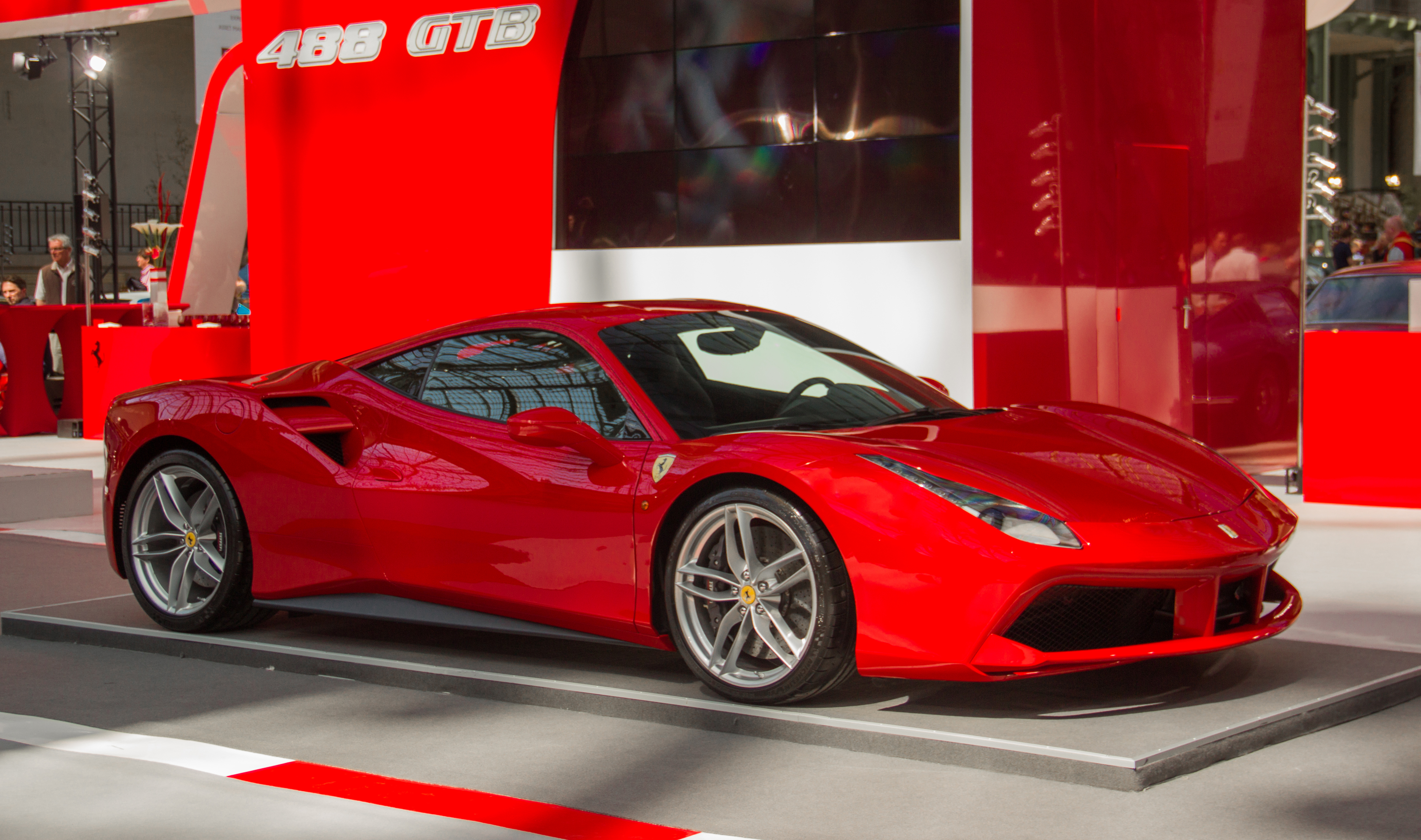
Ferrari fabrica sus coches en Maranello

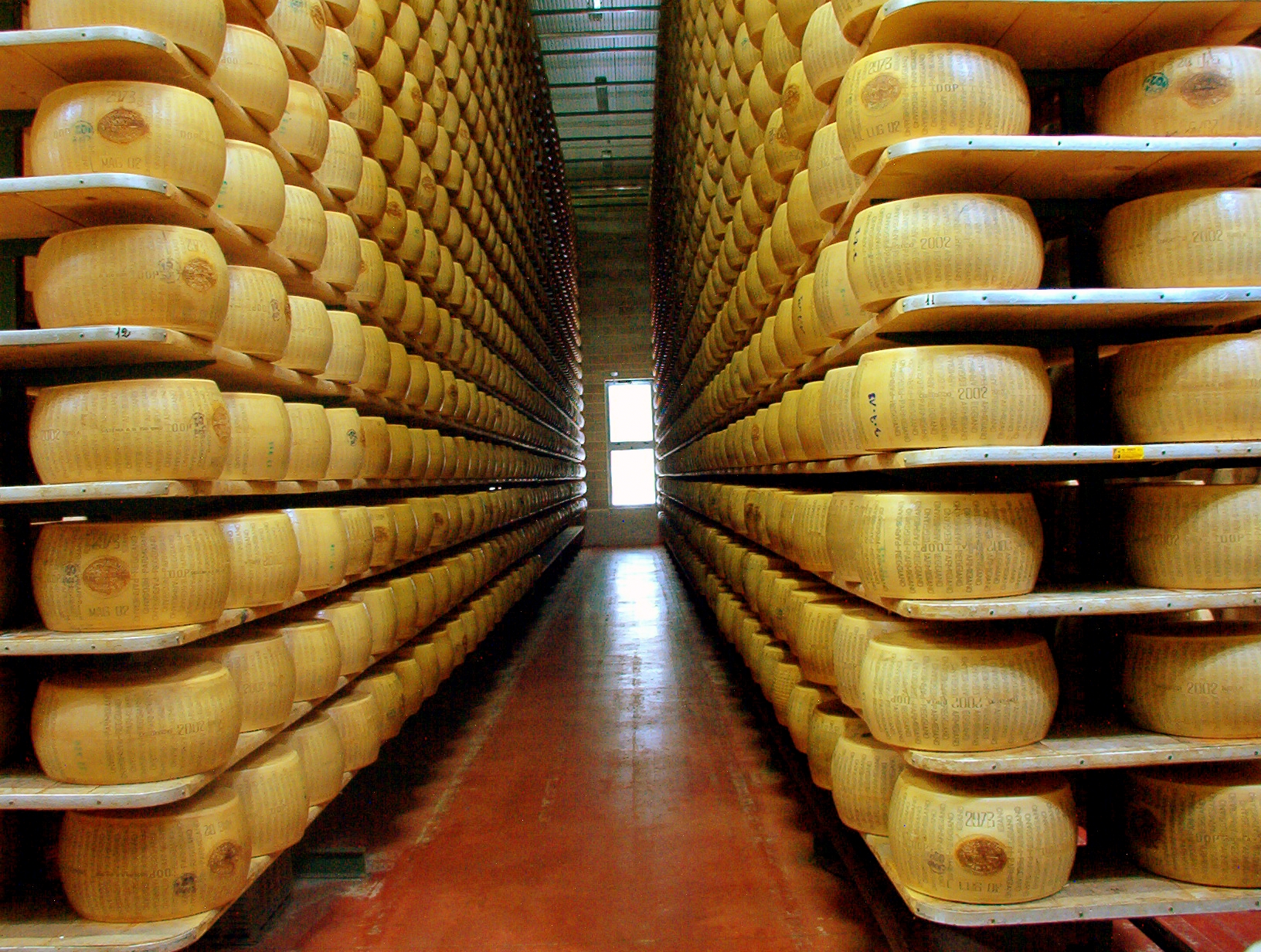
Almacenamiento de queso parmesano en Módena.

Emilia-Romaña es hoy considerada como una de las más ricas regiones de Europa y la tercera región italiana por el PIB per cápita. La tasa de desempleo es de 4,9 %(2010) y el PIB per cápita es de 32 396,7 euros. Estos resultados se lograron desarrollar por una economía muy bien equilibrada, basado en el mayor sector de la agricultura en Italia, y en una tradición secular en el automóvil, el motor y el mecánico producciones.
A pesar de la profundidad y variedad de actividades industriales en la región, la agricultura no ha quedado eclipsada. Emilia-Romaña está entre las regiones líderes del país, con la agricultura contribuyendo al 5,8 % del producto agrícola regional. El sector agrícola ha logrado una competitividad incrementada por medios de reorganización estructural y productos de alta calidad, y esto llevó al éxito de las marcas: cereales, patatas, tomates, cebollas y maíz son los productos principales, además de la fruta y de las uvas para la producción del vino (quizá el más famoso es el Lambrusco de Emilia, el Sangiovese de Romaña, el Pignoletto de Bolonia y el blanco Albana). El ganado vacuno y el porcino están también muy desarrollados. Las cooperativas agrícolas han estado trabajando en esta tendencia en los años recientes. Con su larga tradición en la región hay hoy alrededor de 8100 cooperativas, generalmente en el sector agrícola y principalmente ubicado en la Ciudad metropolitana de Bolonia (2160) y la Provincia de Forlì-Cesena (1300). La región produce algunos de los productos más típicos de la cocina italiana, como por ejemplo los quesos Parmigiano-Reggiano (parmesano) y Grana Padano, el jamón de Parma y la mortadela de Boloña, o el aceto balsámico (vinagre balsámico) de Módena.
La industria es uno de los sectores más importantes junto con el turismo, especialmente en la costa adriática y en la ciudad. La industria presenta una imagen compleja y variada y se encuentra a lo largo de la vía Emilia. La industria alimentaria (p.e. el Grupo Barilla y el Grupo Parmalat) se concentra particularmente en Parma, Módena y Bolonia así como la de locomoción (p.e. Ferrari, Ducati, Lamborghini, Maserati, Pagani). El sector de la cerámica se concentra en Faenza y Sassuolo. Generalmente las empresas son de pequeña o media (máx. 500 personas) dimensión, las cooperativas tienen una dimensión más grande. El turismo es crecientemente importante, especialmente a lo largo de la costa adriática y las ciudades de arte. La economía regional está más impulsada por el mercado de exportación que otras regiones en el país: las principales exportaciones son las de ingeniería mecánica (53 %), la extracción de minerales no metálicos (13 %) y la industria textil (10 %).
Una característica especial de la economía de Emilia-Romaña es su gran foco en la economía social, existiendo unas 8000 cooperativas. Dos de cada tres personas de Emilia-Romaña trabajan en una cooperativa y la renta per cápita es un 50 % más alta que la media nacional italiana.
La región de Emilia-Romaña tiene un muy buen sistema de transporte, con 574 km de autopistas, 1053 km de vías férreas, aeropuertos en Bolonia, Forli, Rimini y Parma, y puertos en Ravenna. La autopista principal atraviesa la región del noroeste (Piacenza) al sur-este (costa adriática), conectando las principales ciudades de Parma, Módena, Bolonia, y desde aquí seguir a Ravena y Rimini.

## Cultura

### Música
Emilia Romagna ha dado vida a uno de los compositores más importantes de la historia de la música: Giuseppe Verdi. La canción más famosa de esta tierra es "Romagna mia", escrita en 1954 por Secondo Casadei.

### Idioma
Aparte del italiano, el idioma local de Emilia-Romaña es el emiliano-romañol. Es un idioma romance que se habla tanto en Emilia-Romaña como en San Marino. Pertenece al grupo galoitálico de las lenguas romances (como el piamontés, lombardo, ligur y veneciano), que se incluye en el grupo, más amplio, de los idiomas romances occidentales (como el francés, occitano y catalán). Se considera como un idioma minoritario, estructuralmente separado del italiano por el Ethnologue y por el Libro Rojo de las Lenguas Amenazadas de la UNESCO. Los dos subgrupos de dialecto del emiliano-romañol son el emiliano y el romañol.

### Arte

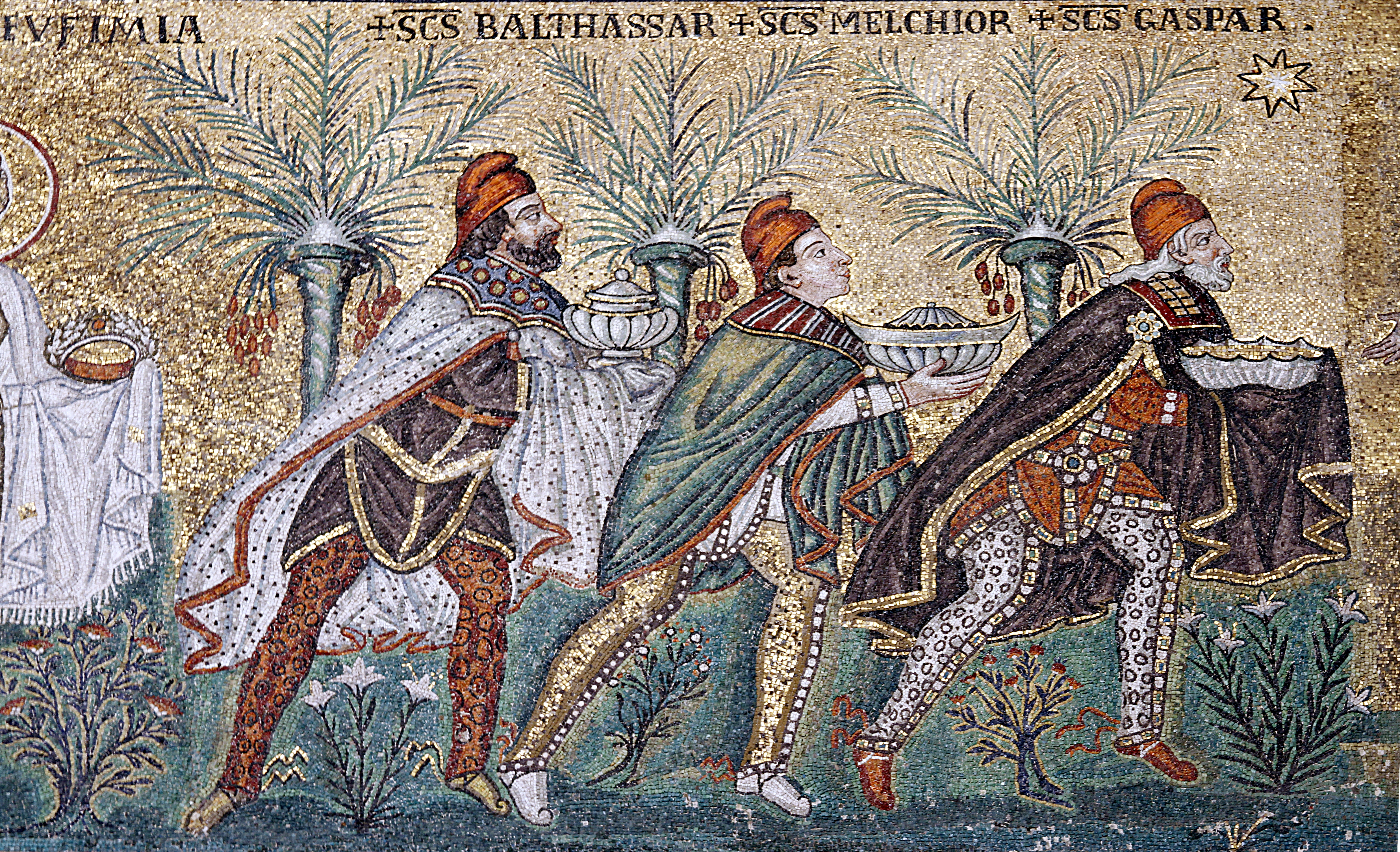
Los tres magos, mosaico de Rávena.

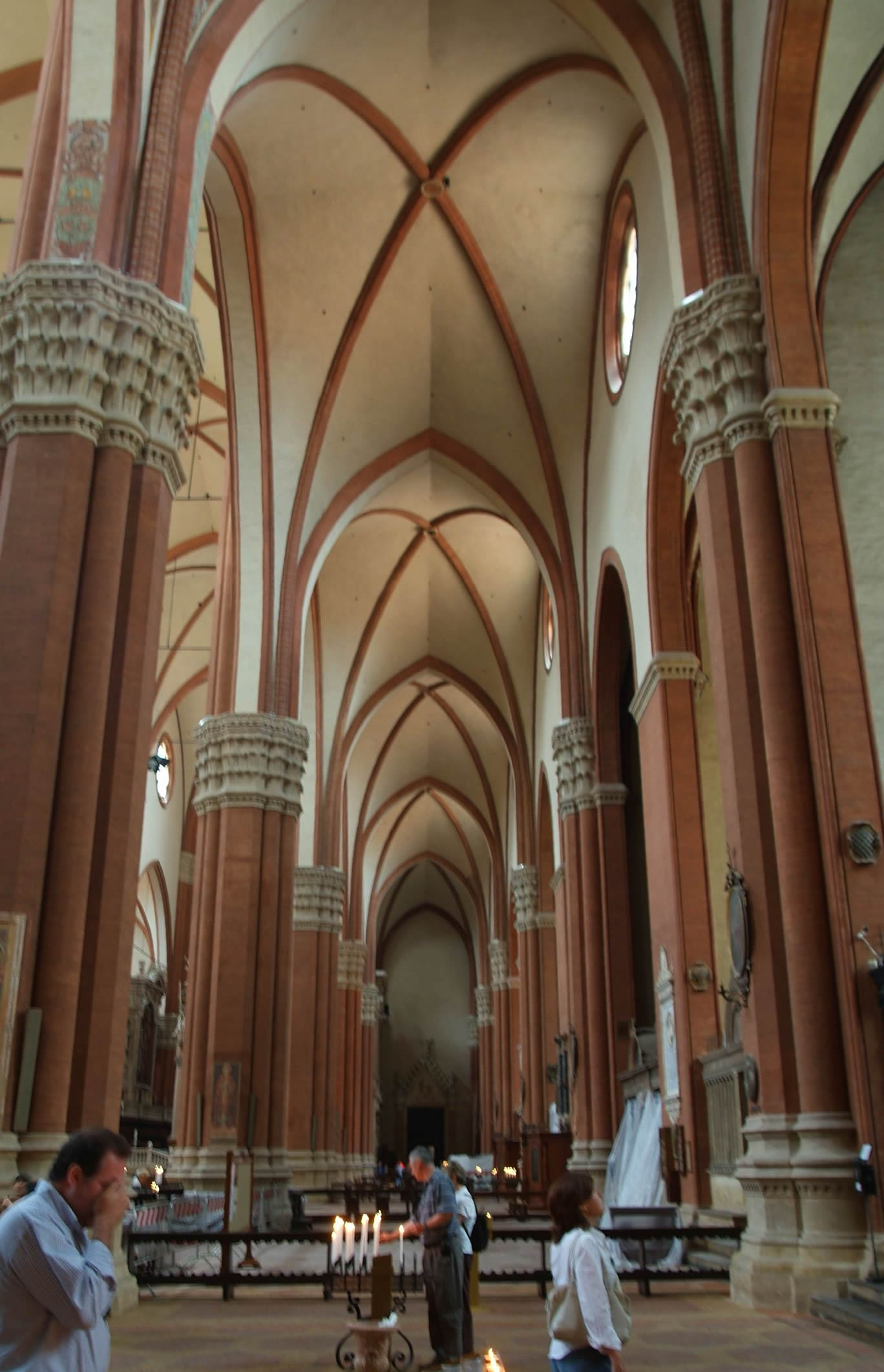
Interior gótico de la iglesia de San Petronio en Bolonia.

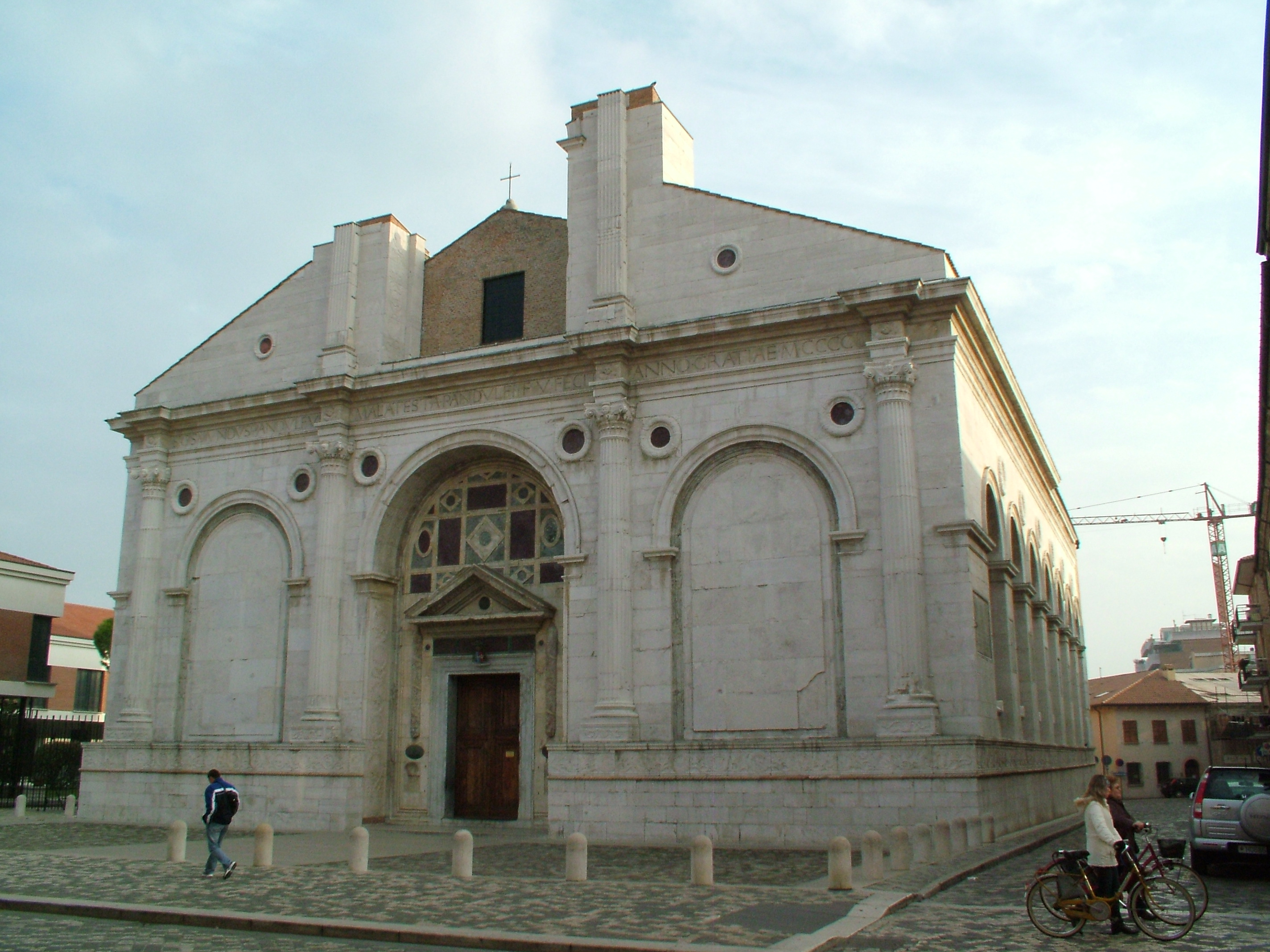
Fachada del Templo Malatestiano en Rímini.

Los testimonios de la época romana son escasos, Arco de Augusto de Rímini, a causa del carácter provincial y agrícola de las ciudades emilianas. En cambio es muy importante el florecimiento extraordinario del arte bizantino en Rávena que, en los siglos V-VI, se enriqueció con monumentos religiosos y con decoraciones musivas espectaculares: San Vital, el Mausoleo de Gala Placidia, el Baptisterio Neoniano, el Arriano y San Apolinar Nuevo. En Rávena se puede visitar también la Tumba de Dante. Los monumentos paleocristianos de Rávena han sido declarados por la Unesco como Patrimonio de la Humanidad.
En los siglos XI-XII se erigieron los grandes edificios románicos de Módena, Ferrara, Parma y Piacenza, en los que trabajaron escultores de la talla de Wiligelmo, Antelami y Nicholaus.
En los siglos XIII y XIV creció la importancia artística y cultural de Bolonia; se construyeron las iglesias góticas de San Francisco y San Petronio; Nicola Pisano importó los modelos de la nueva escultura toscana; con Vitale da Bologna, Simone del Crocifissi y Tommaso da Modena, nació una nueva escuela pictórica que se basaba en las influencias provenientes de Francia y Toscana; contemporáneamente surgió en Rímini una pintura que se inspiraba claramente en Giotto.
En el Renacimiento fue importantísima la producción artística ferraresa, debida a arquitectos como Biagio Rossetti y a pintores como Cosmè Tura, Francesco del Cossa y Ercole Ferrarese, también conocido como Ercole de'Roberti y, en el siglo XVI, a Dosso Dossi.
En Bolonia trabajaron Lorenzo Costa, el escultor senés Jacopo della Quercia y el pullés Niccolò dell'Arca, en Forlì Melozzo y en Parma, otro centro artístico excepcional, Correggio y Parmigianino.
En la segunda mitad del siglo XVI, Bolonia se destacó entre las demás ciudades, primero gracias a la presencia de Giambologna y luego con la extraordinaria producción barroca de los Carracci, Guido Reni y Guercino.
Por lo que se refiere a la aportación emiliana al arte contemporáneo, baste citar a Gasetano Previati, Filippo de Pisis, Carlo Carrà, Morandi y la pintura "metafísica" de Giorgio de Chirico que trabajó largo tiempo en Ferrara.
En cuanto a los museos de la región, destacan los siguientes:
- Los museos arqueológicos (Museo Archeologico Nazionale) de Parma y de Ferrara.
- Galerías de arte y pinacotecas:
  - Museo Cívico de Plasencia, donde puede verse una Virgen y Niño con Juan Bautista de Botticelli;
  - Galería Nacional de Parma que se encuentra en el Palazzo Pilotta y tiene obras de Bronzino, Correggio, El Greco, Fra Angélico, Ludovico Carracci y Parmigianino;
  - La Galería Estense en el Palazzo dei Musei de Módena;
  - Pinacoteca Nacional de Bolonia donde puede verse la Virgen en la Gloria de Perugino y el Éxtasis de Santa Cecilia de Rafael, además de obras de maestros de Emilia-Romaña;
- Museo de la Catedral en Ferrara;
- Museo Nacional de Rávena;
- Otros museos, especializados o temáticos, son:
  - La Galería Ferrari en la fábrica Ferrari, que incluye coches antiguos.
  - Museo de Anatomía Humana Normal en Bolonia;
  - Museo Internacional de las Cerámicas en Faenza.

### Universidad
En la región hay cuatro universidades, todas ellas situadas en Emilia, e incluidas dentro de las 45 mejores universidades italianas:
- Universidad de Bolonia: es la universidad más grande de la región y una de las mayores del país. Es la universidad más antigua del mundo occidental y es apodada "El Atlántico". Tiene cerca de 100 000 estudiantes. En el ranking del Times sobre las mejores universidades en el mundo, la universidad ocupa el 173°, por lo que resulta en primer lugar a nivel nacional, por su prestigio y calidad.
- Universidad de Parma: reconocida universidad con historia secular, sobre todo da la bienvenida a muchos estudiantes de la provincia de La Spezia. Tiene cerca de 30 000 estudiantes.
- Universidad de Módena y Reggio Emilia: se divide en dos sedes (el asiento histórico de Módena Reggio fue añadido en 1998), fue elegido en 2007 por Il Sole 24 Ore como la mejor universidad pública.
- Universidad de Ferrara: es una universidad fundada por el marqués de Ferrara Alberto V d'Este con la concesión del Papa Bonifacio IX; ahora tiene cerca de 20 000 estudiantes.

En algunas capitales de la región, existen ramas con facultades especiales, tales como la Universidad de Bolonia, que se encuentra en Romagna (Forlì, Cesena, Ravenna y Rimini), o de la Universidad Católica de Milán y el Politécnico de Milán, en Piacenza.

### Gastronomía
Emilia–Romaña es conocida por su pasta al huevo realizada con suave harina de trigo y trufas al ajo con salsa de vino blanco. Bolonia es famosa por platos de pasta como tortellini, lasaña verde, gramigna y tagliatelle que se encuentran también en otras ciudades de la región. Romaña tiene cappelletti, garganelli, strozzapreti, spoglia Lorda y tortelli alla Lastra. En Emilia, desde Parma hasta Plasencia, el arroz se come en menor medida. Polenta es el producto principal en los montes Apeninos tanto en Emilia como en Romaña. Aceto balsamico tradizionale (vinagre balsámico) se realiza solo en las ciudades emilianas de Módena y Reggio Emilia, siguiendo legalmente procedimientos tradicionales obligatorios. El queso Parmigiano Reggiano se produce en Reggio Emilia, Parma, Módena y Bolonia y se usa mucho en la cocina. Se come mucho pescado en la costa Adriática, pero esta es una región en la que predomina la carne, incluyendo cordero de Romaña, cerdo Mora Romagnola y caza. La región tiene muchos productos embutidos de cerdo: jamones de Bolonia, Parma y Módena, incluyendo culatello y Salame Felino de Parma y la pancetta y coppa de Plasencia. También es popular el cerdo cocido como la mortadela y el salami rosa de Boloña, el zampone, capello di prete y cotechino de Módena y salama da sugo de Ferrara.
A partir de las bayas de laurel, en la región se prepara un licor conocido como Laurino.

### Deporte
Los dos principales equipos de fútbol de la región son Bologna y Parma. Bologna obtuvo siete títulos de Serie A y dos en la Copa Italia, además de ser semifinalista en la Copa UEFA. En tanto, Parma fue subcampeón de la Serie A, ganó tres veces la Copa de Italia y dos veces la Copa UEFA. Otros equipos que han jugado en la Serie A de fútbol han sido el Modena, Reggiana, Cesena, Carpi, Piacenza, SPAL y Sassuolo.
El Virtus Bologna se ubica segundo en el historial de la Serie A de baloncesto con 15 títulos. El Pallacanestro Reggiana también juega en Serie A. Por su parte, el Modena lidera el historial del campeonato de balonmano con 11 títulos.
Los autódromos de Imola y Misano han albergado Grandes Premios de Fórmula 1 y el Campeonato Mundial de Motociclismo, así como carreras del Campeonato FIA GT, Campeonato Europeo de Turismos, Campeonato Mundial de Turismos, Campeonato Mundial de Resistencia, Campeonato Mundial de Superbikes y Campeonato Mundial de Motociclismo de Resistencia.